# Dendrobium scabrilingue
Dendrobium scabrilingue är en orkidéart som beskrevs av John Lindley. Dendrobium scabrilingue ingår i släktet Dendrobium, och familjen orkidéer. Inga underarter finns listade i Catalogue of Life.